# Thurn- und Taxis’sche Posthalterei (Kempten)

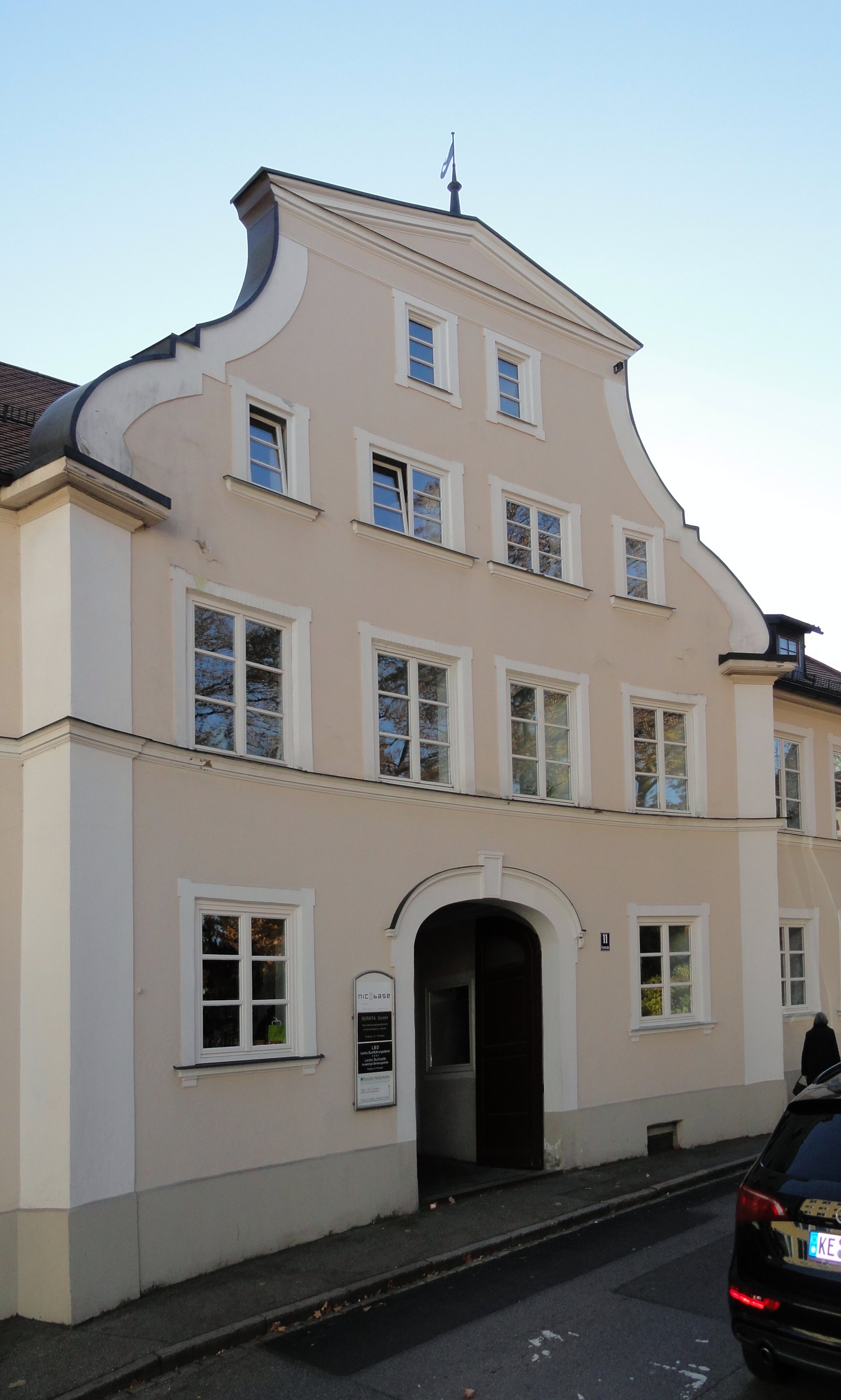
Die Thurn- und Taxis’sche Posthalterei in Kempten

Als Thurn- und Taxis’sche Posthalterei wird ein 1778 von Johann Georg Specht errichteter, denkmalgeschützter Bau mit der Anschrift Poststraße 11 in Kempten (Allgäu) bezeichnet. In der Poststraße befindet sich schräg gegenüber die Hofapotheke.
Das zweigeschossige Gebäude hat ein großes Eingangstor, welches vor allem für die Befahrung mit Postkutschen diente. In der Poststraße wird die Fassade des Gebäudes durch das breite Eingangstor und durch einen Volutengiebel geprägt.